# ماریس اشترومبرگس
ماریس اشترومبرگس (لتونیایی: Māris Štrombergs؛ زادهٔ ۱۰ مارس ۱۹۸۷) دوچرخه‌سوار اهل لتونی است.
وی در مسابقات کشوری و بین‌المللی در مجموع برندهٔ ۷ مدال طلا، ۱ مدال نقره، ۱ مدال برنز شده‌است.